# 촌부리 블루 웨이브
촌부리 블루 웨이브는 타이의 풋살 선수단이다.

## 우승 기록
- 타이 풋살 리그
  - 우승 (6): 2006, 2009, 2010, 2011-12, 2012-13, 2014
  - 준우승 (1): 2007

- AFC 풋살 클럽 챔피언십
  - 우승 (1): 2013
  - 준우승 (1): 2014

## 같이 보기
- 촌부리 FC